# 鳴門市
鳴門市（日语：／ Naruto shi */?）是位於日本德島縣東北端的城市，也是縣內人口數排名第三的城市。境內約60%的面積被山地覆蓋。東臨紀伊水道，東北邊隔著鳴門海峽與淡路島相望，北部地區的播磨灘海域則位於瀨戶內海國立公園的範圍內。位於海峽上的大鳴門橋是連結四國地區和淡路島的交通要道，淡路島和本州之間則透過明石海峽大橋相連，交通的便利性使鳴門市成為四國地區前往神戶與大阪等地的重要門戶。
四國八十八箇所中的1號札所靈山寺、2號札所極樂寺即坐落於市內。日本職業足球聯賽的德島漩渦俱樂部則是以鳴門市為主場的職業球隊。

## 地理
轄區包含東北邊的大毛島、高島、島田島等島嶼，大毛島和島田島東北邊為因渦流而聞名的鳴門海峽。鳴門市的北部地區為讚岐山脈的東端，南部為吉野川沖積形成的低地。境內最高峰為海拔538公尺的大麻山，中央構造線則以東西向通過南部地區。

### 氣候
鳴門市在氣候上屬於瀨戶內海式氣候。當地的年均溫約為16℃，最高溫與最低溫的溫度差為38℃。年均降雨量則僅約1400毫米，是德島縣內降雨量最少的地區之一。

## 歷史
當地在7世紀大化革新後屬於阿波國板野郡。室町時代至戰國時代期間，鳴門地區先後由細川氏與三好氏所治理。天正13年（1585年）蜂須賀家政入主阿波國，並在境內修建撫養城，但在寬永15年(1638年)因一國一城令而被廢除。

### 年表
- 1889年10月1日：實施町村制，現在的轄區在當時分屬：板野郡撫養町、鳴門村、瀨戶村、里浦村、板東村、堀江村、大津村、北灘村。
- 1915年11月10日：板東村改制為板東町。
- 1928年11月10日：瀨戶村改制為瀨戶町。
- 1940年4月1日：鳴門村改制為鳴門町。
- 1947年3月15日：撫養町、鳴門町、瀨戶町合併為鳴南市。[12]
- 1947年5月15日：改名為鳴門市。
- 1953年4月1日：堀江村改制為堀江町。
- 1955年2月11日：大津村被併入鳴門市。
- 1956年9月30日：北灘村被併入鳴門市。
- 1959年4月1日：堀江町和板東町合併為大麻町。
- 1967年1月1日：大麻町被併入鳴門市。

### 變遷表
| 1889年10月1日 | 1889年 - 1926年       | 1926年 - 1954年       | 1926年 - 1954年                                 | 1955年 - 1988年                                 | 1955年 - 1988年         | 1989年 - 現在 | 現在   |
| ------------- | --------------------- | --------------------- | ----------------------------------------------- | ----------------------------------------------- | ----------------------- | ------------- | ------ |
| 撫養町        | 撫養町                | 撫養町                | 1947年3月15日 鳴南市 1947年5月15日 改名為鳴門市 | 1947年3月15日 鳴南市 1947年5月15日 改名為鳴門市 | 鳴門市                  | 鳴門市        | 鳴門市 |
| 濑户村        | 濑户村                | 1928年11月1日 瀨戶町  | 1947年3月15日 鳴南市 1947年5月15日 改名為鳴門市 | 1947年3月15日 鳴南市 1947年5月15日 改名為鳴門市 | 鳴門市                  | 鳴門市        | 鳴門市 |
| 鳴門村        | 鳴門村                | 1940年4月1日 鳴門町   | 1947年3月15日 鳴南市 1947年5月15日 改名為鳴門市 | 1947年3月15日 鳴南市 1947年5月15日 改名為鳴門市 | 鳴門市                  | 鳴門市        | 鳴門市 |
| 里浦村        |                       |                       | 1947年3月15日 鳴南市 1947年5月15日 改名為鳴門市 | 1947年3月15日 鳴南市 1947年5月15日 改名為鳴門市 | 鳴門市                  | 鳴門市        | 鳴門市 |
| 大津村        | 大津村                | 大津村                | 大津村                                          | 1955年2月11日 并入鸣门市                        | 鳴門市                  | 鳴門市        | 鳴門市 |
| 北灘村        | 北灘村                | 北灘村                | 北灘村                                          | 1956年9月30日 并入鸣门市                        | 鳴門市                  | 鳴門市        | 鳴門市 |
| 板東村        | 1915年11月10日 板東町 | 1915年11月10日 板東町 | 1915年11月10日 板東町                           | 1959年4月1日 大麻町                             | 1967年1月1日 并入鳴門市 | 鳴門市        | 鳴門市 |

## 行政

### 歷任市長
| 任 | 姓名       | 上任年月日 | 卸任年月日 | 備註       |
| -- | ---------- | ---------- | ---------- | ---------- |
| 1  | 近藤尚之   | 1947年4月  | 1951年4月  | [ 13 ]     |
| 2  | 槇田獻太郎 | 1951年4月  | 1955年5月  |            |
| 3  | 近藤尚之   | 1955年5月  | 1959年5月  |            |
| 4  | 谷光次     | 1959年5月  | 1987年4月  |            |
| 5  | 矢野茂文   | 1987年4月  | 1995年4月  |            |
| 6  | 山本幸男   | 1995年4月  | 1999年4月  |            |
| 7  | 龜井俊明   | 1999年4月  | 2007年4月  |            |
| 8  | 吉田忠志   | 2007年4月  | 2009年8月  | 任期中過世 |
| 9  | 泉理彦     | 2009年10月 | 現任       |            |

## 交通

### 鐵路
- 四國旅客鐵道
  - 高德線： （東香川市） - （通過鳴門市轄區） － （板野町） - 板東車站 - 池谷車站 - （藍住町）
  - 鳴門線：池谷車站 - 阿波大谷車站 - 立道車站 - 教會前車站 - 金比羅前車站 - 撫養車站 - 鳴門車站

|  |  |

### 道路
1985年6月大鳴門橋通車後，即可直接開車往來對岸的淡路島；1998年4月連結淡路島及本州的明石海峽大橋通車後，便可直接開車前往本州，成為四國地區前往關西地區的樞紐。
高速道路
- 神戶淡路鳴門自動車道：鳴門北交流道 - 鳴門交流道
- 高松自動車道：鳴門交流道

## 觀光資源

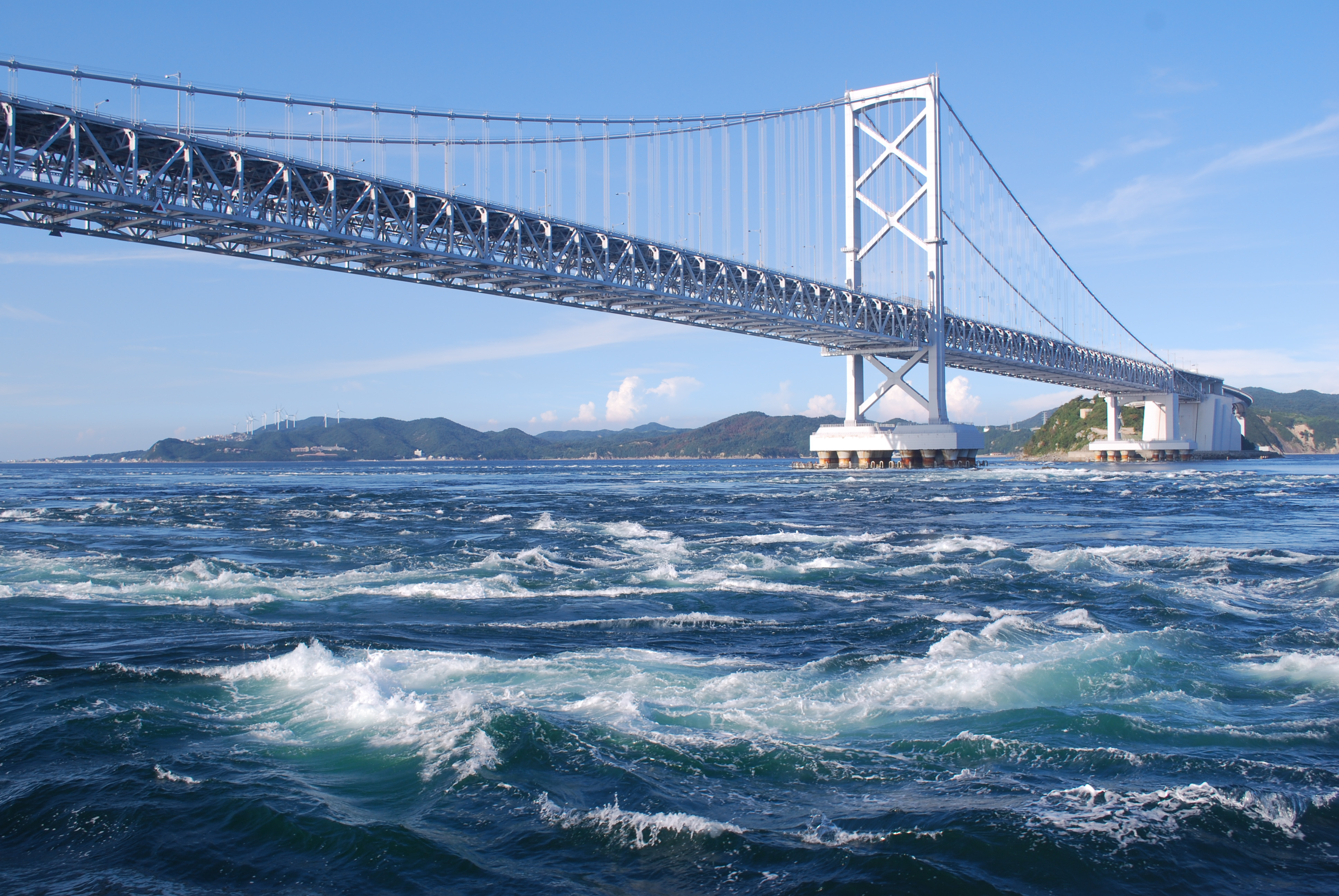
大鳴門橋及渦流

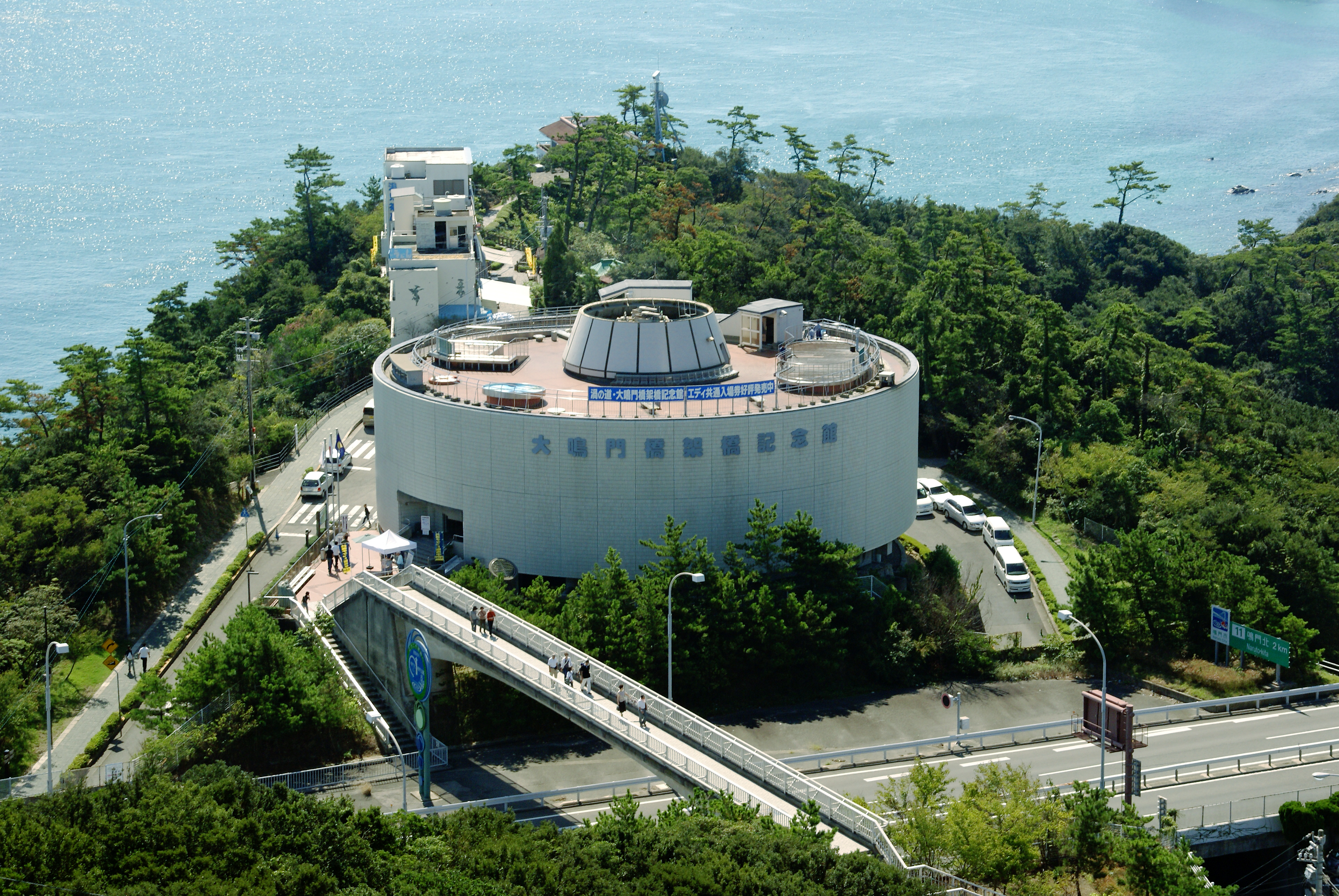
大鳴門橋架橋記念館

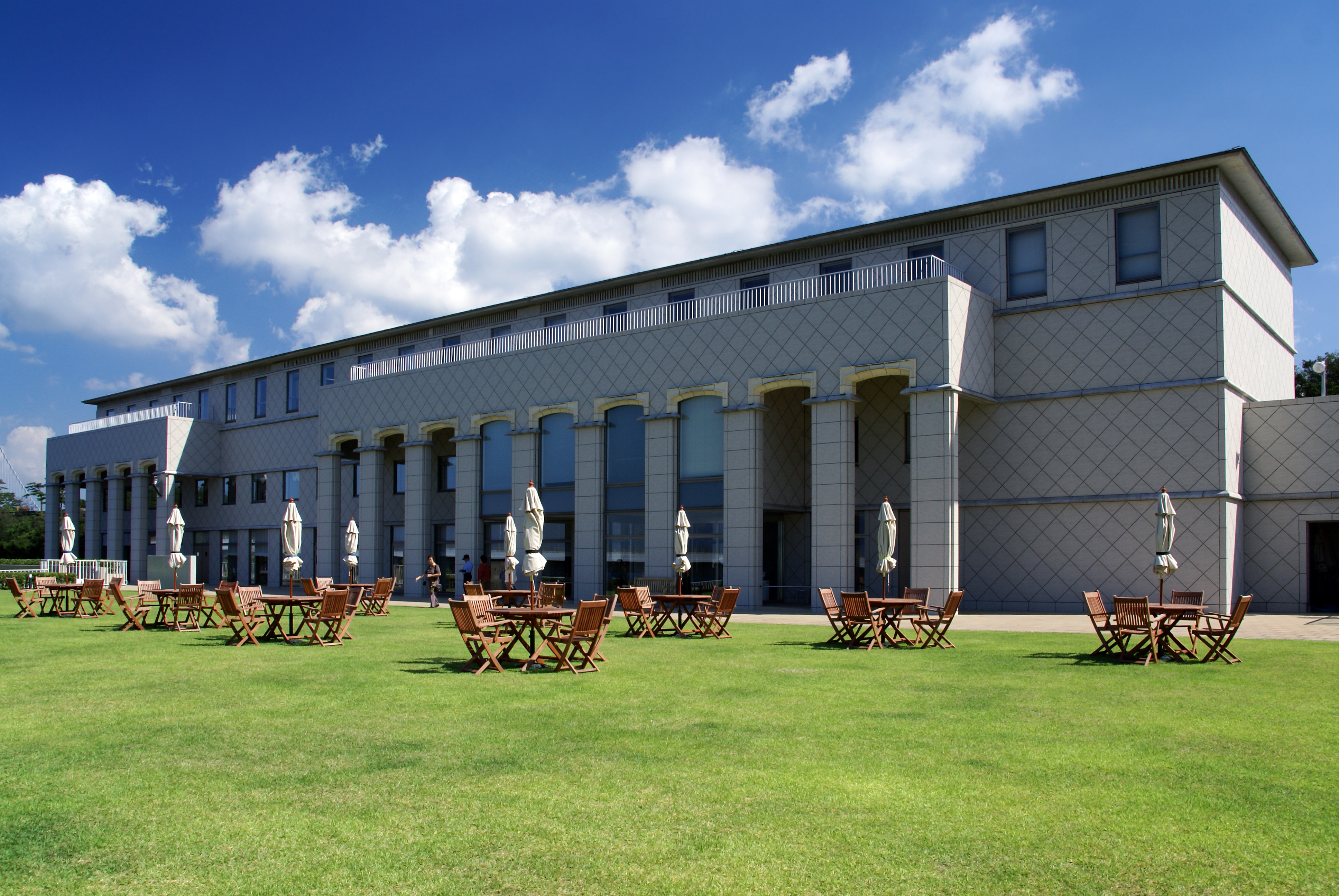
大塚國際美術館

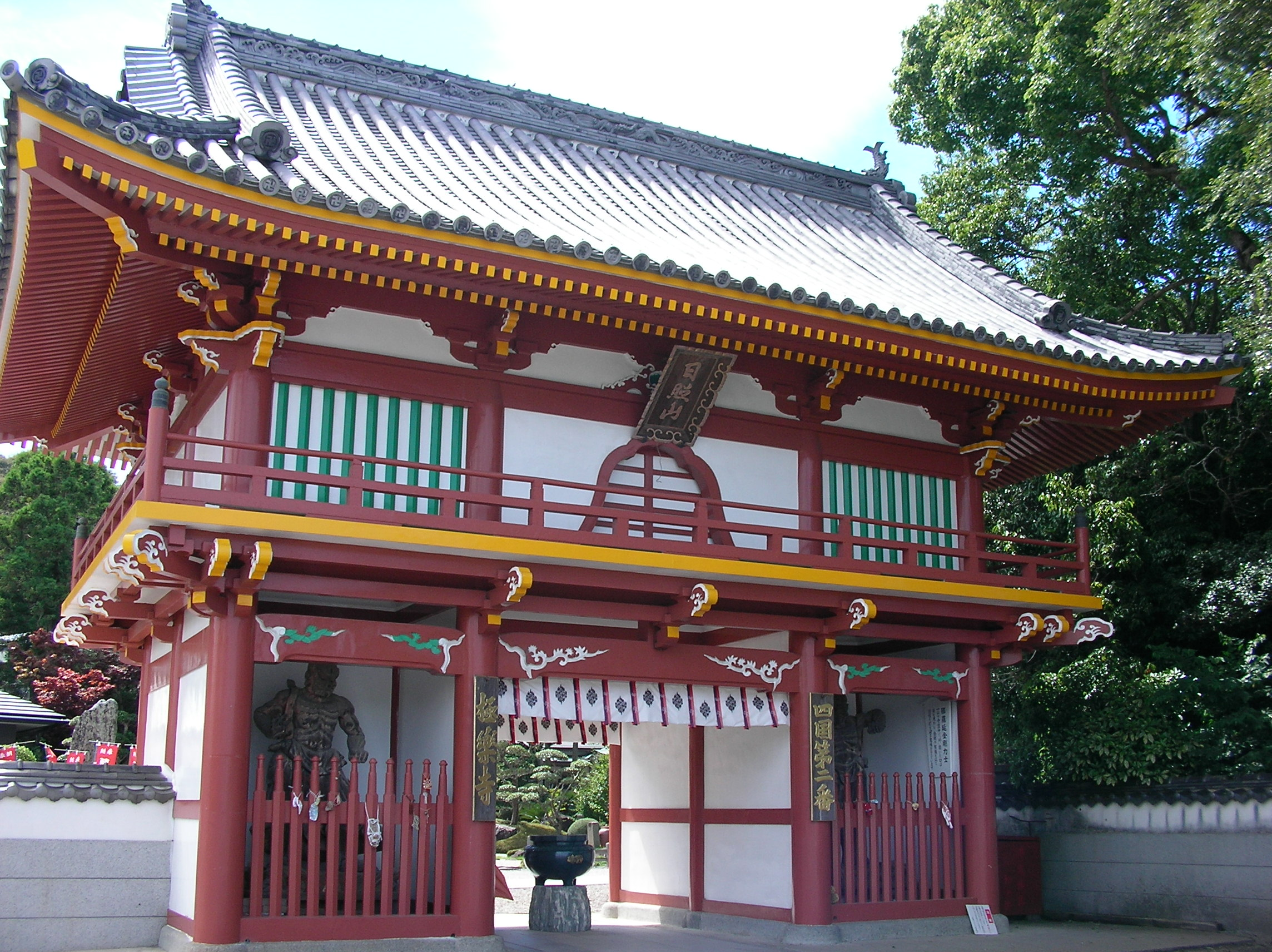
極樂寺山門

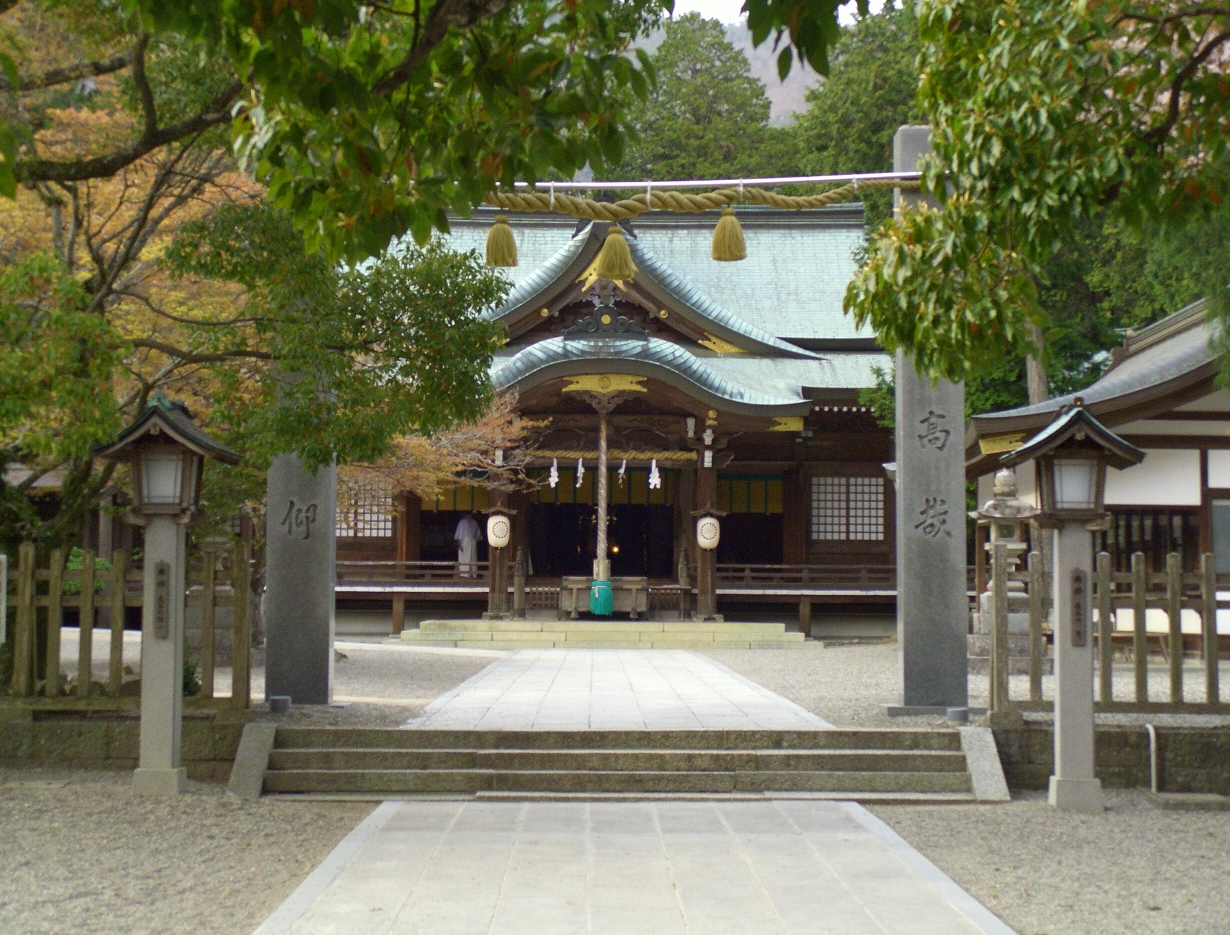
大麻比古神社

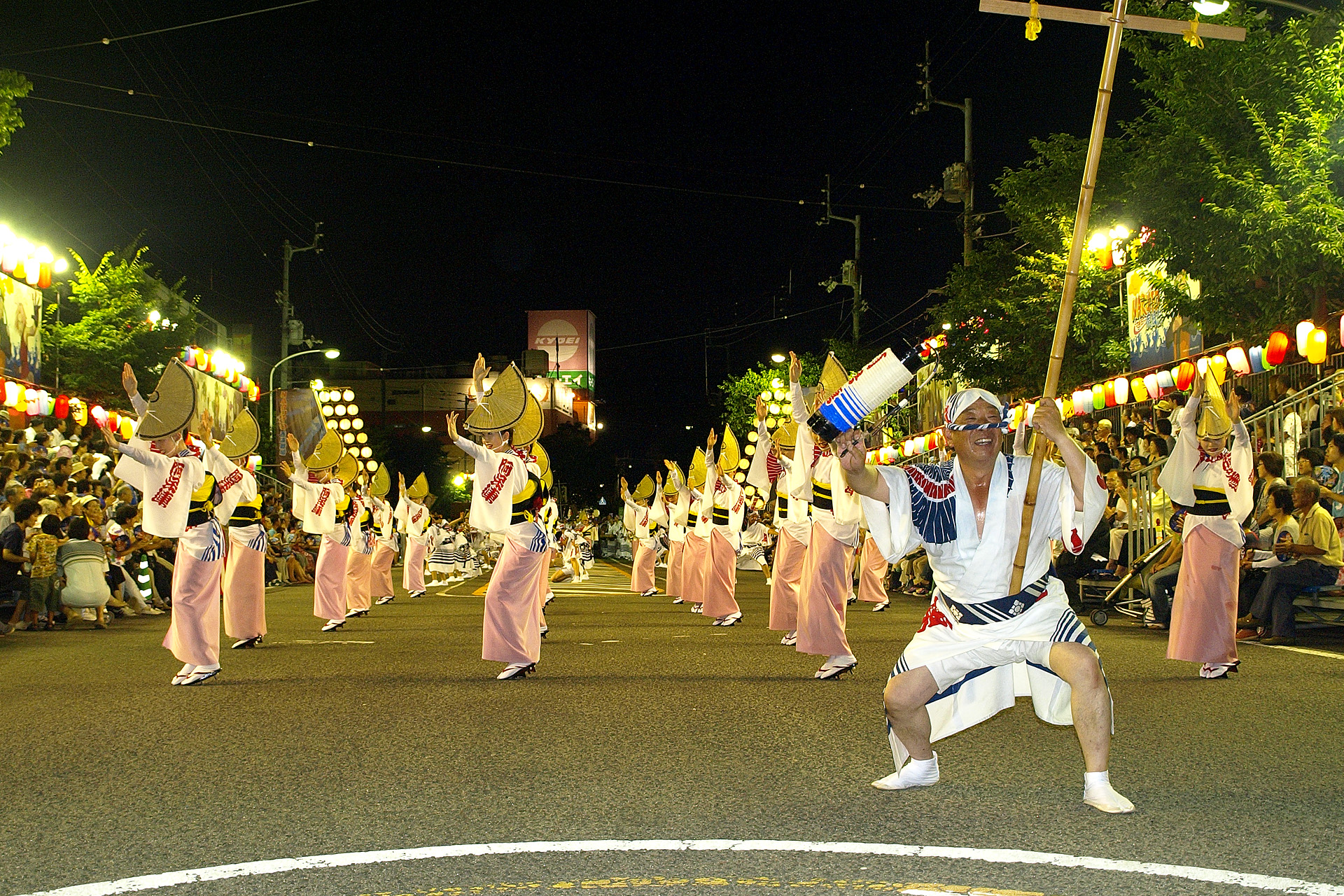
鳴門市阿波舞大會

在明石海峽大橋通車後，鳴門成為關西地區開車進入四國地區的第一站，因此也成為進入四國的主要觀光景點。
鳴門最主要景點包括位於觀賞鳴門海峽渦流的鳴門公園，以及為紀念第一次世界大戰期間收容在中國山東俘虜德國人的板東俘虜收容所所成立的鳴門市德國館。
鳴門海郩的渦流是由於海峽兩側的瀨戶內海和紀伊水道潮漲潮落時，兩個水域之間因會産生 1.5 米水位落差，從而導致高水位一側的潮水快速灌進海峽而引起的現象。春天到秋天的大潮時節，會産生時速達 20 公里以上，直徑超過 20 米的巨大旋渦。從觀潮船和鳴門公園內的千疊敷瞭望台以及艾斯喀希盧鳴門（エスカヒル鳴門）等瞭望臺上，可以觀賞轟鳴旋轉的渦流和奔騰而瀉的潮水。而利用大鳴門橋的橋桁建造的「渦之道」則可以從正上方透過玻璃地板觀賞到聲勢浩大的渦流。
- 鳴門公園
  - 觀潮船
  - 德島縣立渦之道
  - エスカヒル鳴門
  - 德島縣立大鳴門橋架橋記念館
  - 大塚國際美術館

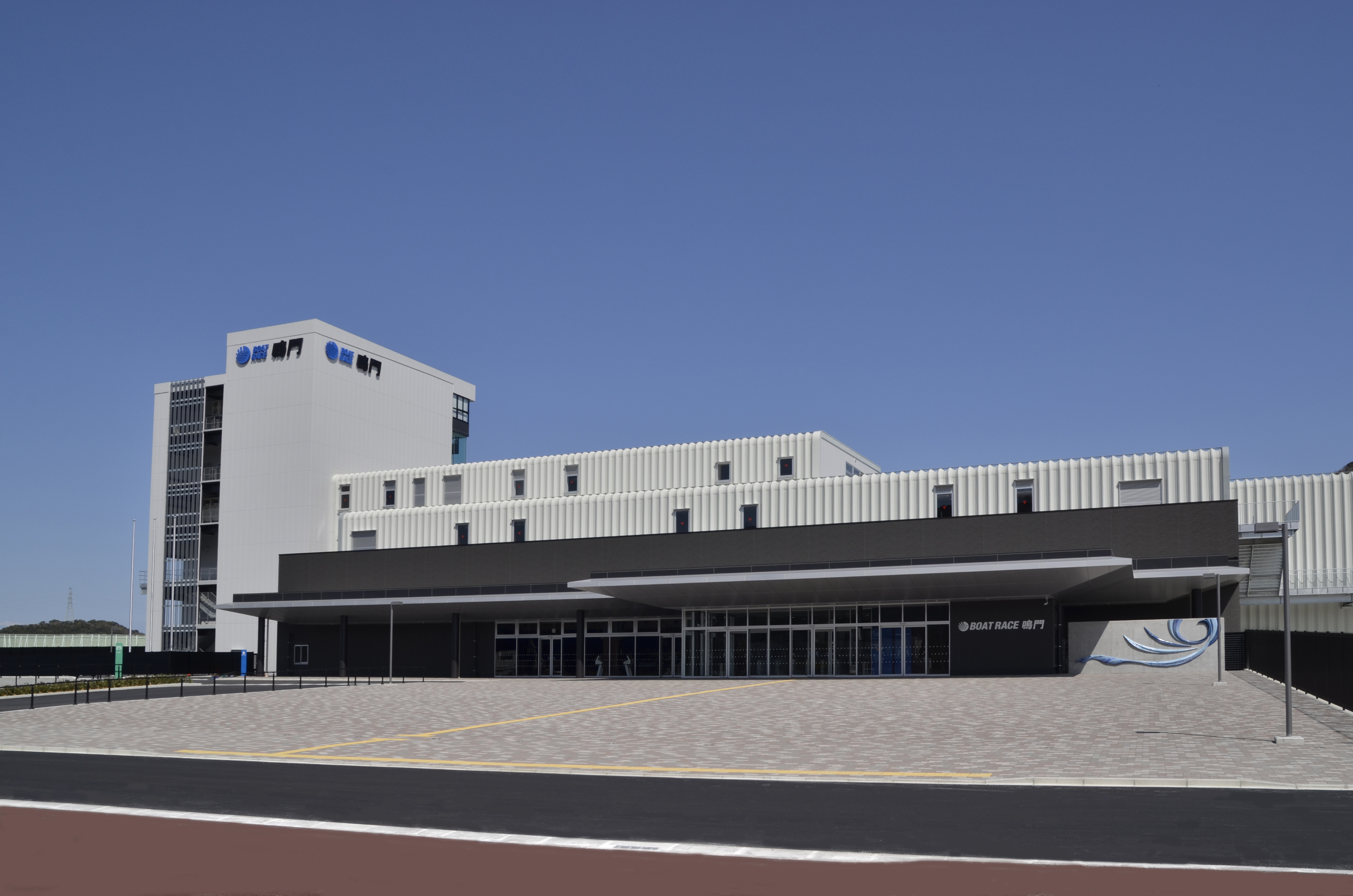
福永家住宅：國家重要文化財
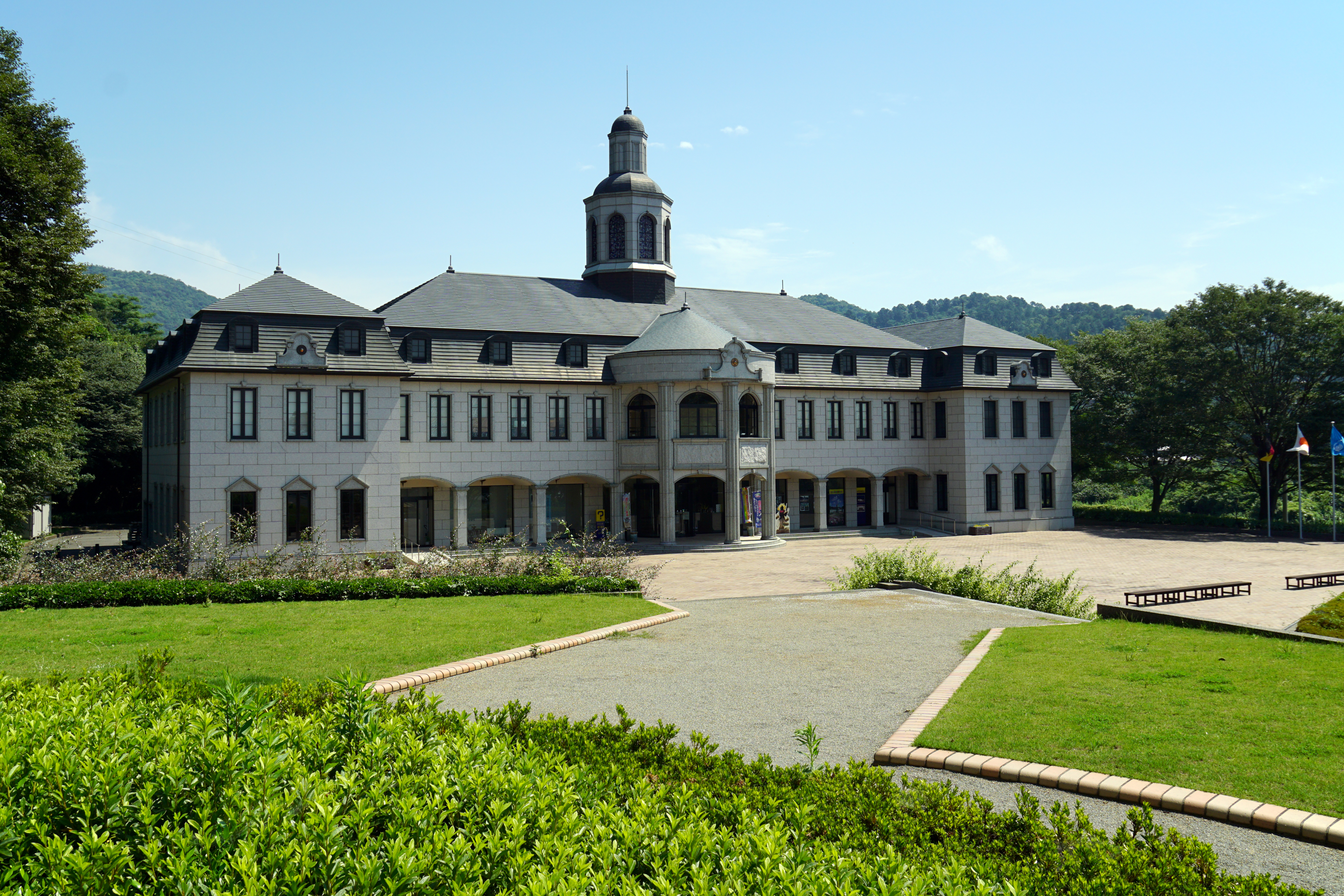
妙見山公園
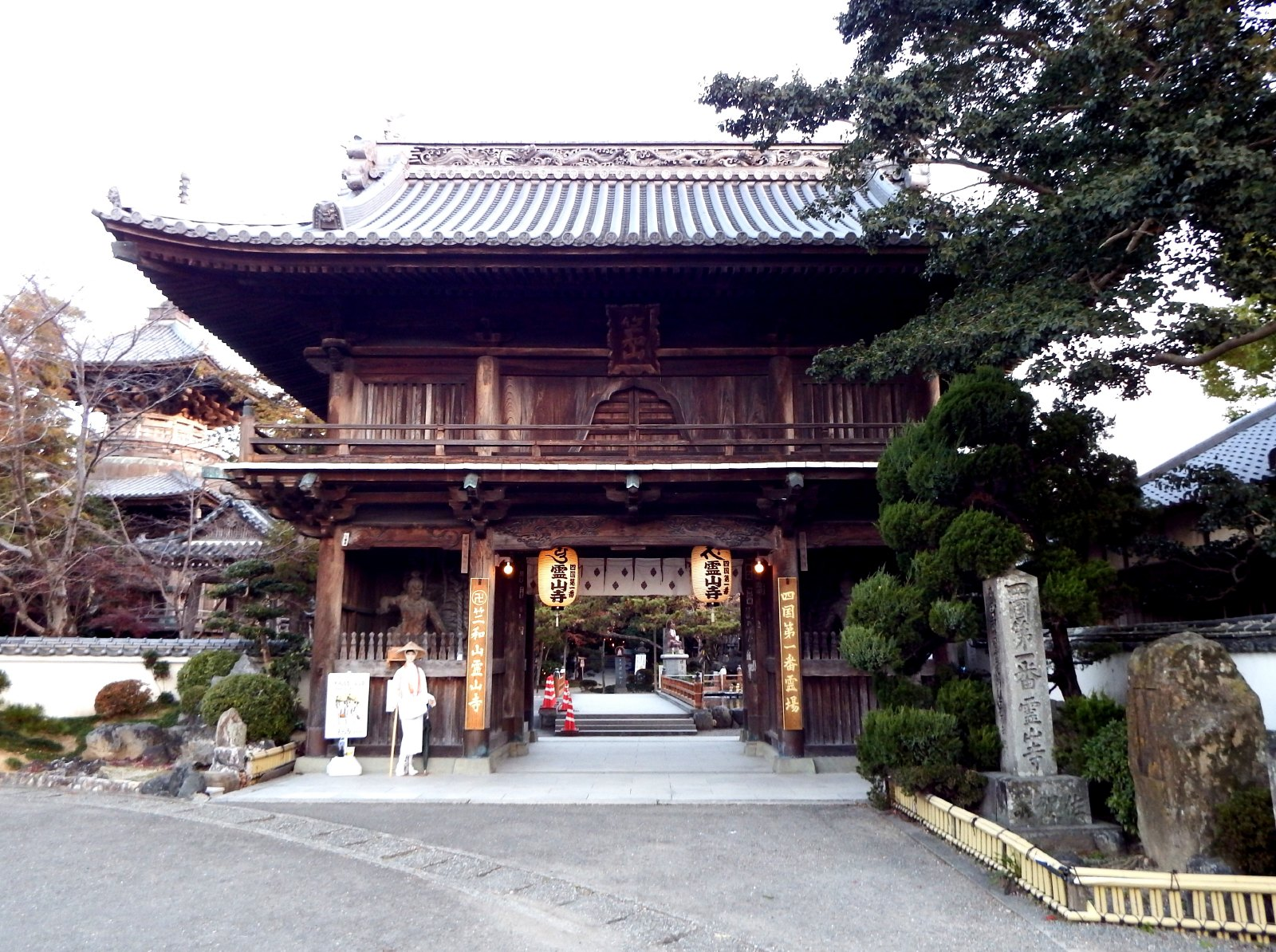
靈山寺
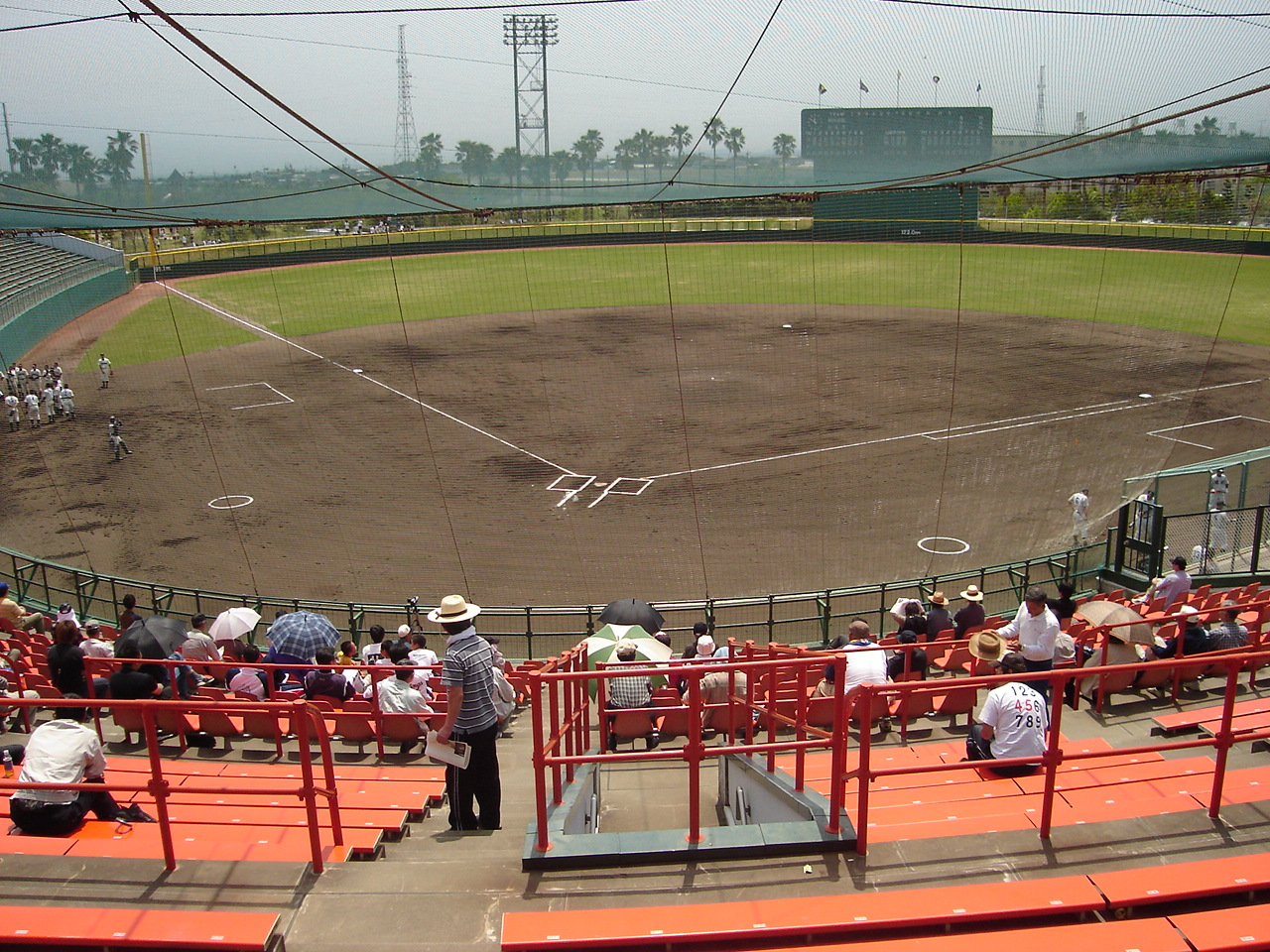
鳴門總合運動公園野球場
  - 鳴門ガレの森美術館
- 宇志比古神社：本殿被列入國家重要文化財
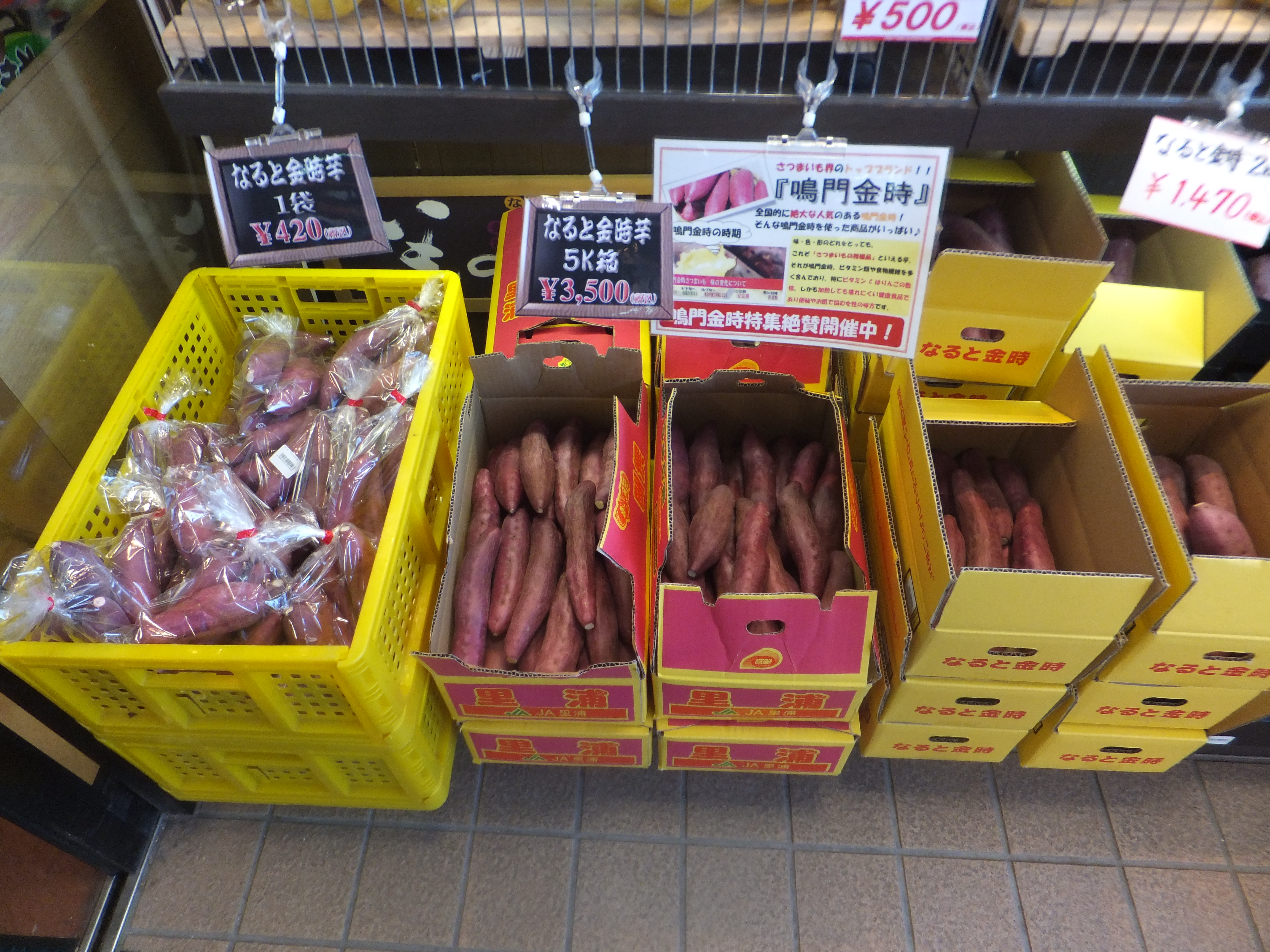
鳴門市德國館
- 鳴門市賀川豐彦記念館
- 大麻比古神社
- 阿波神社
- 四國八十八箇所
  - 1番札所 竺和山靈山寺
  - 2番札所 日照山極樂寺

- 鳴門競艇場
- 鳴門市德國館
- 靈山寺
- 鳴門總合運動公園野球場
- 鳴門金時

### 祭典、活動
- 鳴門市阿波舞大会（8月9日～11日）
- 鳴門渦祭（8月上旬）
- 大谷燒窯祭（11月第2個週末）

## 教育
大學
- 鳴門教育大學

高等學校
- 德島縣立鳴門高等學校
- 德島縣立鳴門渦潮高等學校

## 姊妹、友好都市

### 日本
- 桐生市（群馬縣）
於1980年9月18日締結為親善都市。
- 會津若松市（福島縣）
於1999年10月30日締結為親善交流都市。

### 海外
- 呂訥堡（德國下萨克森）
於1974年4月18日締結為姊妹都市

## 本地出身之名人
- 市橋有里：女子田徑選手
- 鳥養利三郎：電子學者、前京都大學校長。
- 大島俊之：民法學者
- 大塚武三郎：大塚製藥創辦人
- 大塚正士：大塚集團前總帥
- 賀川豐彥：作家
- Kaya：歌手
- 黑瀨真奈美：藝人、歌手，生於埼玉縣，3歳至13歳期間住於此。
- 里崎智也：職業棒球選手
- 潮崎哲也：前職業棒球選手
- 手塚昌利：企業家、阪神電氣鐵道顧問、前阪神虎老闆。
- 土居一洋:（環境運動家）
- 土居義典：前職業足球選手
- 秦真司：前職業棒球選手
- 板東英二：前職業棒球選手、藝人生於滿州國，於此地成長。
- 弘山晴美：女子田徑選手
- 福居伸宏：攝影師
- 山本大介：漫才師
- 渡邊亮：職業棒球選手

## 外部連結
- （日語） 官方网站
- （日語） 鳴門市渦流觀光協會 （页面存档备份，存于）
- （日語） 鳴門商工會議所 （页面存档备份，存于）
- （日語） 維客旅行上的鳴門市 （页面存档备份，存于）
- OpenStreetMap上有關鳴門市的地理